# Histoire des Juifs en Bulgarie
 (août 2022).

## Histoire

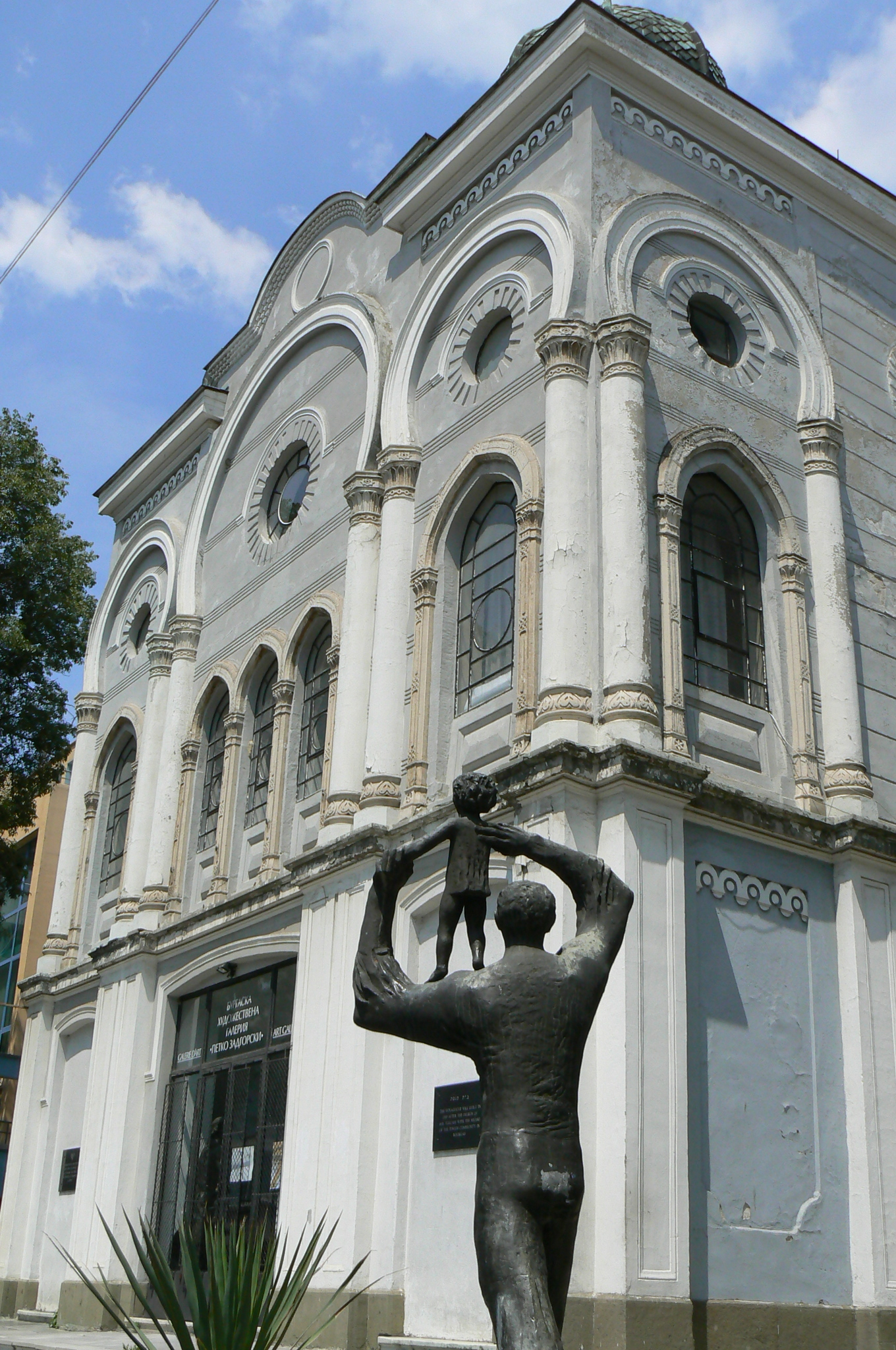
Ancienne synagogue de Bourgas, aujourd'hui galerie d'art.

La présence des Juifs dans l'actuelle Bulgarie remonte à l'Antiquité et à la période byzantine. 

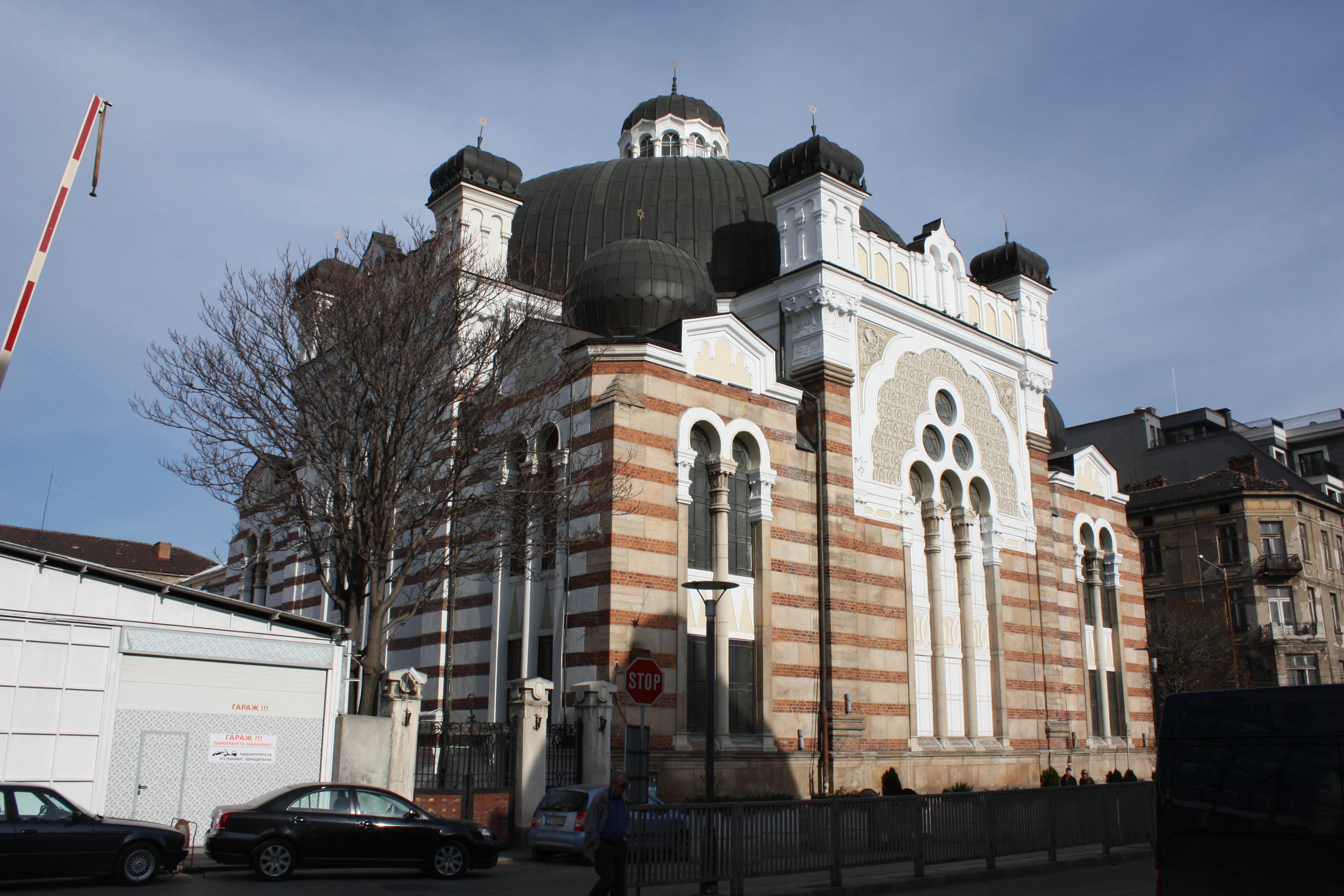
Façade de la Synagogue de Sofia

Depuis la période turque, les principales communautés étaient celles de Sofia, Roussé, Varna, Plovdiv et Bourgas. Certains Juifs étaient des Romaniotes parlant yévanique, d'autres des Sefarades parlant judéo-espagnol (l'un des plus connus est Elias Canetti), d'autres encore des Ashkenazes parlant yiddish.

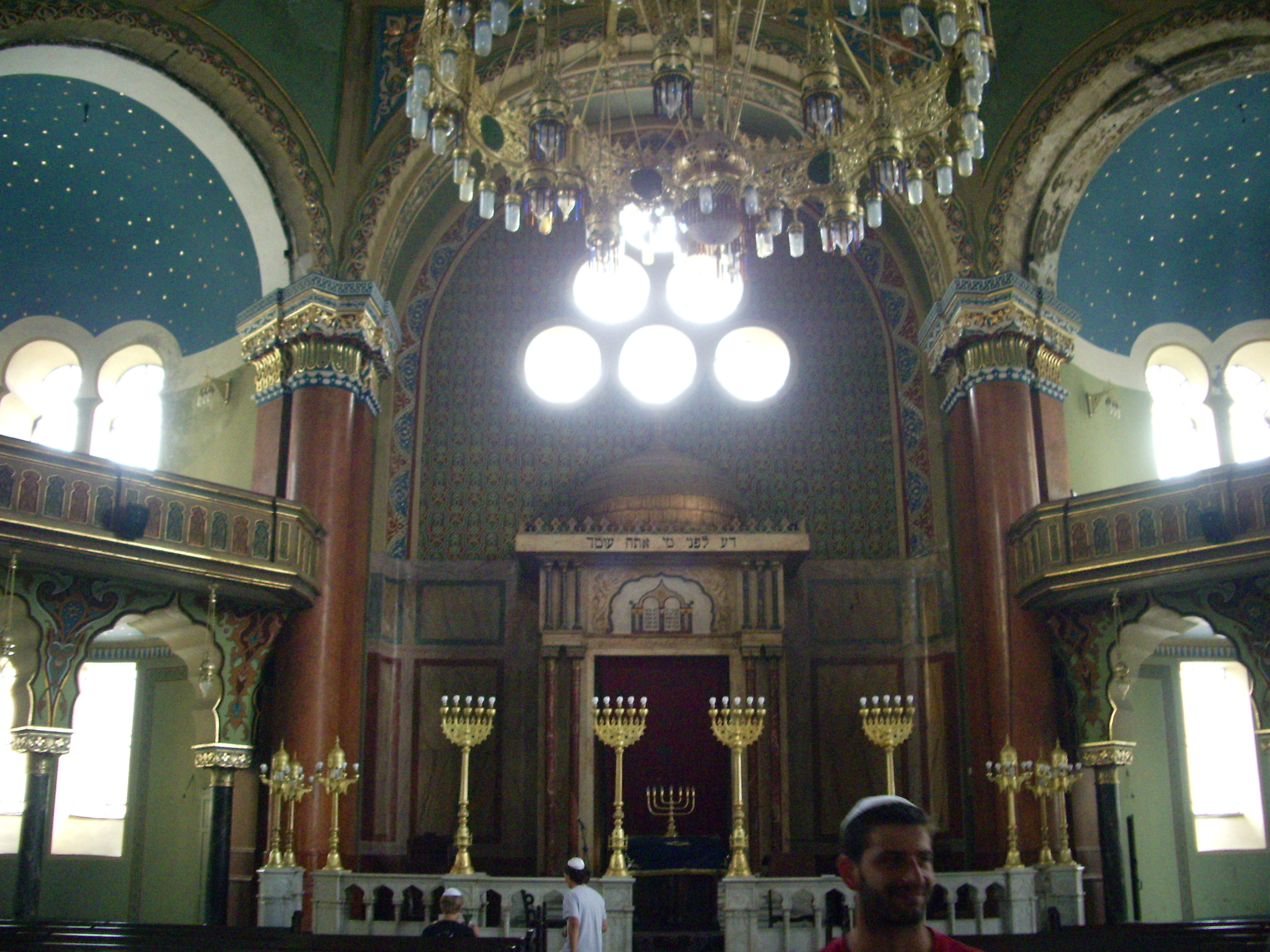
Intérieur de la Synagogue de Sofia

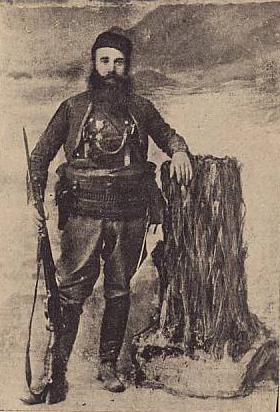
Le révolutionnaire juif bulgare Ezdra Isak Florentin (1875-1938).

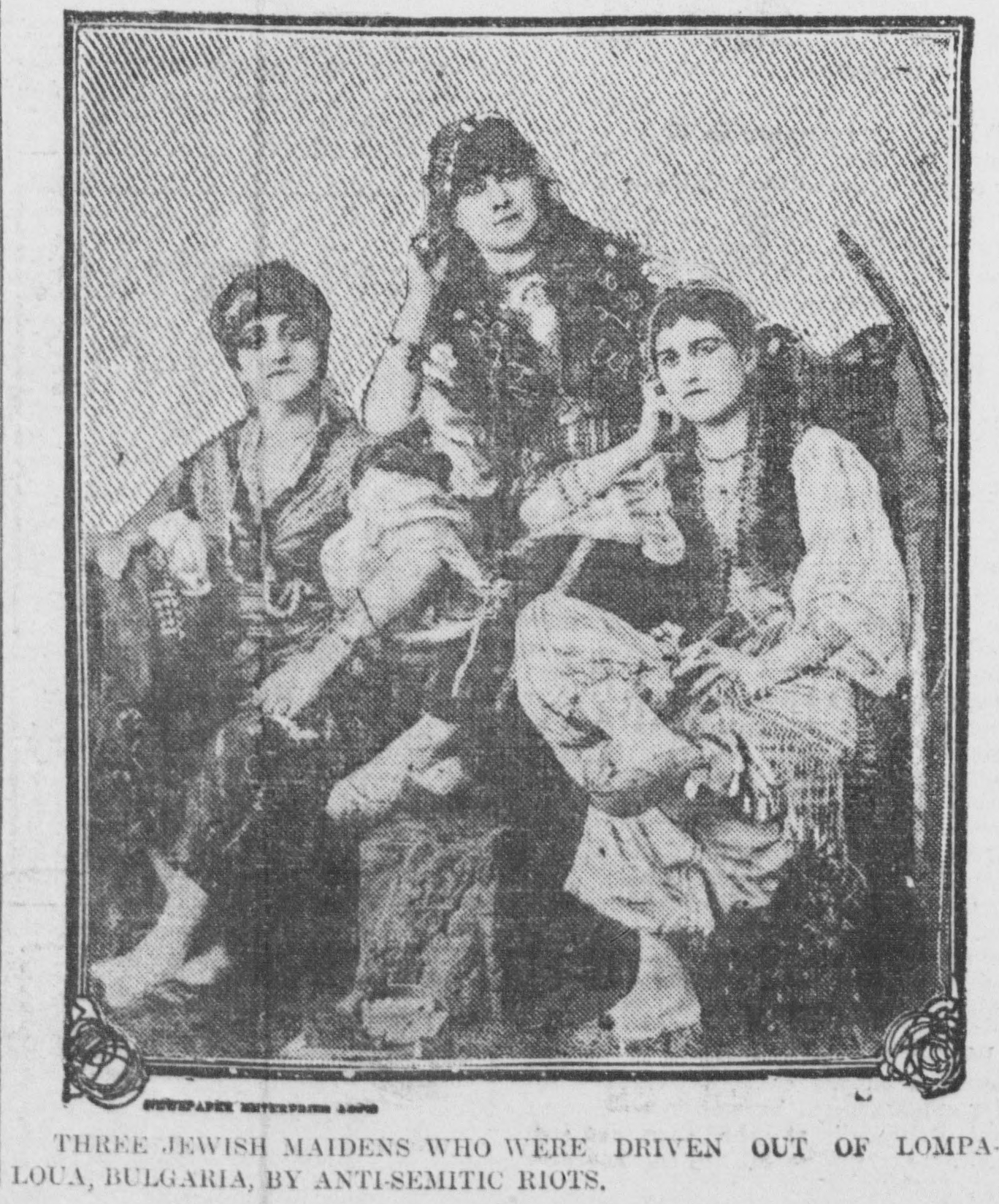
Jeunes filles juives ayant été chassées de "Lompa Loua" par les violences antisémites (1904)

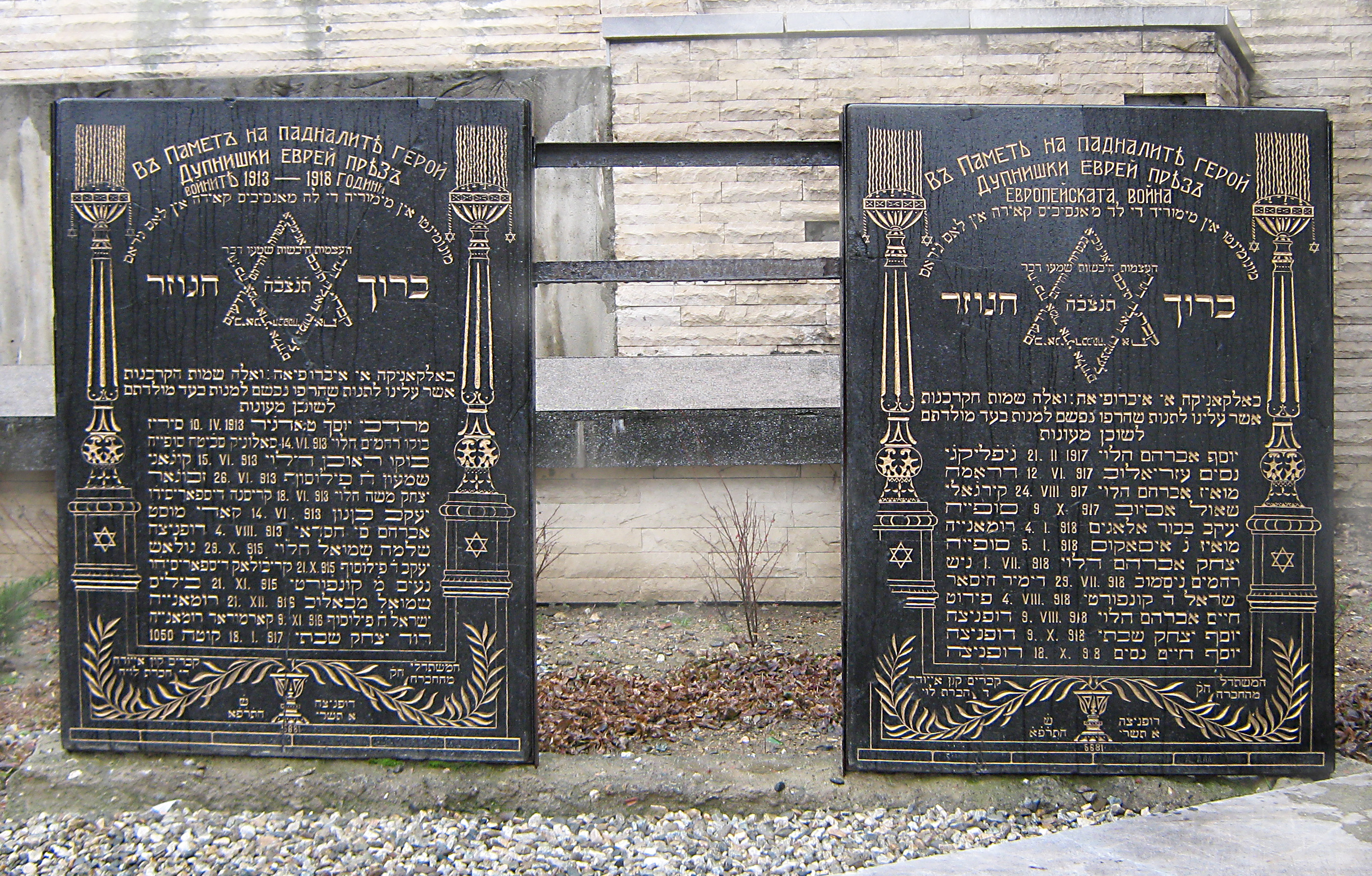
Mémorial pour les citoyens juifs de Dupnitsa, tombés au cours des guerres de 1912-1918.

La Bulgarie comptait avant la Seconde Guerre mondiale 50 000 Juifs. Dans les territoires conquis aux dépens de la Grèce et de la Yougoslavie vivaient environ 15 000 Juifs.
Les Juifs bulgares étaient, dans leur grande majorité, des habitants des villes : artisans, commerçants, ouvriers. La plupart n'étaient pas spécialement riches, et l'antisémitisme n'était pas spécialement développé dans le pays. Pour exprimer l'état de l'opinion à l'égard des juifs, Hilberg écrit que « les Juifs n'éveillaient ni une sympathie extraordinaire, ni une hostilité exceptionnelle ».

### Seconde Guerre mondiale
Contrairement aux autorités nazies, hongroises ou roumaines de l'époque, l'état bulgare n'exprime pas bruyamment de l'antisémitisme, mais des lois antijuives sont adoptées par le Parlement, comme la « Loi sur la Sauvegarde de la nation », première mesure antisémite du 25 décembre 1940, touchant près de 50 000 Juifs. Cette loi fit rapidement réagir les humanistes bulgares comme Dimităr Pešev ou le métropolite orthodoxe de Sofia, Étienne, qui s'y opposèrent, suivis par une partie de l'opinion. C'est pourquoi la loi ne fut appliquée qu'après les fêtes, le 13 janvier 1941. Le 29 décembre 1940, le gouvernement crée les Brannik, organisations de jeunesse inspirées de la Hitlerjugend.

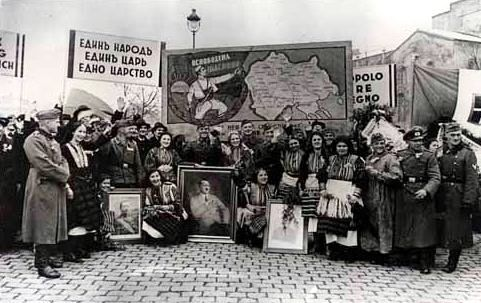
Macédoniens Bulgares à Sofia posant fièrement avec des soldats allemands après l'invasion de la Yougoslavie (mars 1941).

Selon une autre loi promulguée le 21 janvier 1941, peu avant l'adhésion de la Bulgarie au Pacte tripartite, les mariages mixtes furent interdits, les fonctionnaires juifs renvoyés et un numerus clausus instauré parmi les travailleurs indépendants, mais un tribunal administratif suprême exclut de la loi une catégorie de « juifs privilégiés », soit les anciens combattants et les orphelins de guerre. Les entreprises non autorisées à poursuivre leurs activités furent vendues d'office ou soumises à une aryanisation obligatoire.
Les juifs non fortunés, qui ne furent pas touchés par ces mesures d'expropriation, durent en revanche subir le travail forcé, exigé par l'ambassadeur allemand Adolf Beckerle, comme dans la Roumanie voisine gouvernée de fait par l'ambassadeur allemand Manfred von Killinger. Créé en août 1941, le service bulgare du travail juif emploie 3 300 personnes en juin 1942 et 10 000 au printemps 1943. Les juifs n'y portaient pas d'uniforme, mais une étoile jaune, et effectuaient notamment des travaux de terrassement et de voirie.
À partir de la fin de l'année 1941, les Allemands exercèrent des pressions de plus en plus fortes pour que les juifs soient regroupés avant d'être déportés. En juin 1942, le ministre de l'intérieur Petăr Gabrowski demande l'autorisation d'expulser tous les Juifs de la capitale, mais comme ailleurs dans les Balkans, les multiples échelons de l'autorité de l'état sont notoirement inefficaces et corrompus, de sorte que la mesure est peu et mal appliquée. Par ailleurs le roi Boris III entretenait de bonnes relations avec le consistoire juif. À la suite d'une manifestation de 350 Juifs dans la cour du ministère de l'intérieur, Gabrowski fit machine arrière. Comme en Grèce et en Yougoslavie, la hiérarchie de l'Église orthodoxe s'engagea en faveur des Juifs : le 27 septembre 1942, le métropolite Stéphane donna le coup d'envoi d'une campagne contre le port de l'étoile dans un sermon où il affirmait que « même si certains fanatiques chrétiens affirment que les Juifs ont « trahi le Christ », il n'appartient pas aux hommes de torturer ou de persécuter ces Juifs ».
Toutefois les mesures d'expulsion de tous les Juifs de Sofia finissent par être mises en œuvre. Pour les alliés Allemands, il s'agissait évidemment d'un prélude à une déportation finale, mais les Bulgares, comme leurs voisins Roumains et comme les Hongrois (jusqu'en mai 1944), répugnent à livrer leurs propres citoyens aux nazis, auxquels ils promettent de mettre eux-mêmes en place la « solution finale ». Si les Roumains passent à l'acte (quoique, selon Otto Ohlendorf, responsable de l'Einsatzgruppe D, de « manière non professionnelle et sadique »), les Bulgares en revanche « traînent des pieds » et laissent survivre les Juifs de la vieille Bulgarie (citoyens bulgares). En revanche, ceux des nouveaux territoires annexés en 1941 (Thrace et Macédoine), citoyens grecs ou yougoslaves avant la guerre, ont été exterminés dans leur grande majorité.

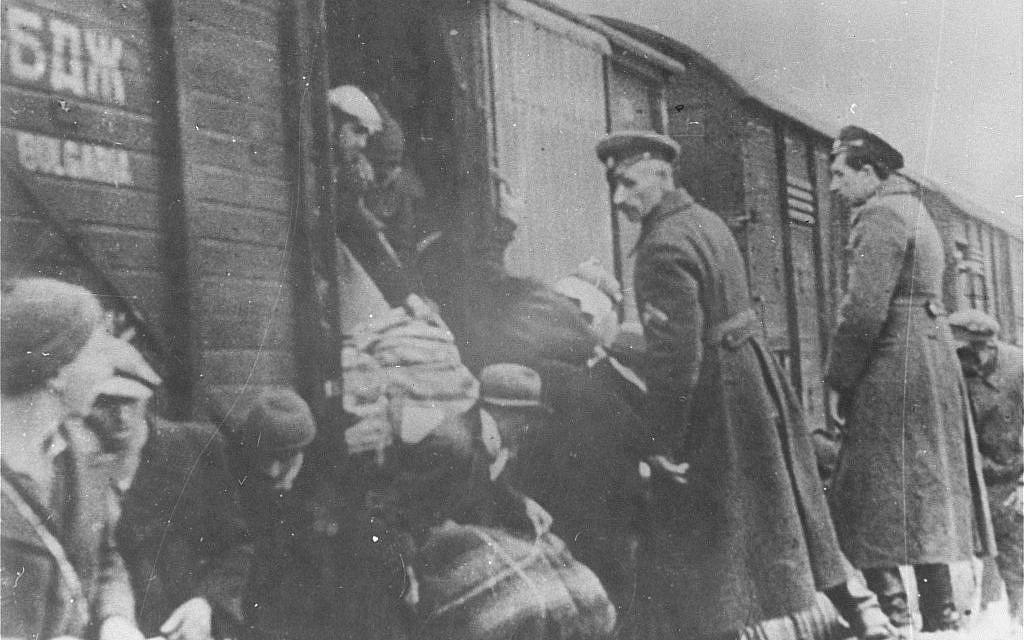
L'occupant bulgare charge les Juifs macédoniens dans les wagons du chemin de fer national bulgare (BSR) allant au centre d'extermination de Treblinka (22 mars 1943)

En juillet 1942, Hitler demanda au gouvernement bulgare de régler la « question juive ». Fut alors créé, le 26 août 1942, un « commissariat aux affaires juives » chargé, dans un premier temps, d’appliquer les restrictions : couvre-feu obligatoire, assignation à résidence, rations alimentaires réduites, port de l'étoile jaune ; puis dans un deuxième temps, d’organiser la déportation vers les camps de concentration. Pour cela, le gouvernement nazi envoya un expert, le SS Theodor Dannecker.
En janvier 1943, le SS Dannecker, adjoint d'Adolf Eichmann arriva de France pour piloter les opérations de déportation en Bulgarie. Le 5 avril, sur les 6 000 Juifs de Thrace, 4 221 avaient été déportés et 7 122 sur les 8 000 Juifs de Macédoine. Dimităr Pešev, vice-président du Narodno Săbranje, le parlement bulgare, présenta alors une motion de censure accusant le gouvernement d'être complice des atrocités commises par les nazis à l'issue des déportations. La déportation de 6 000 Juifs de vieille Bulgarie, promise aux Allemands, fut alors stoppée.

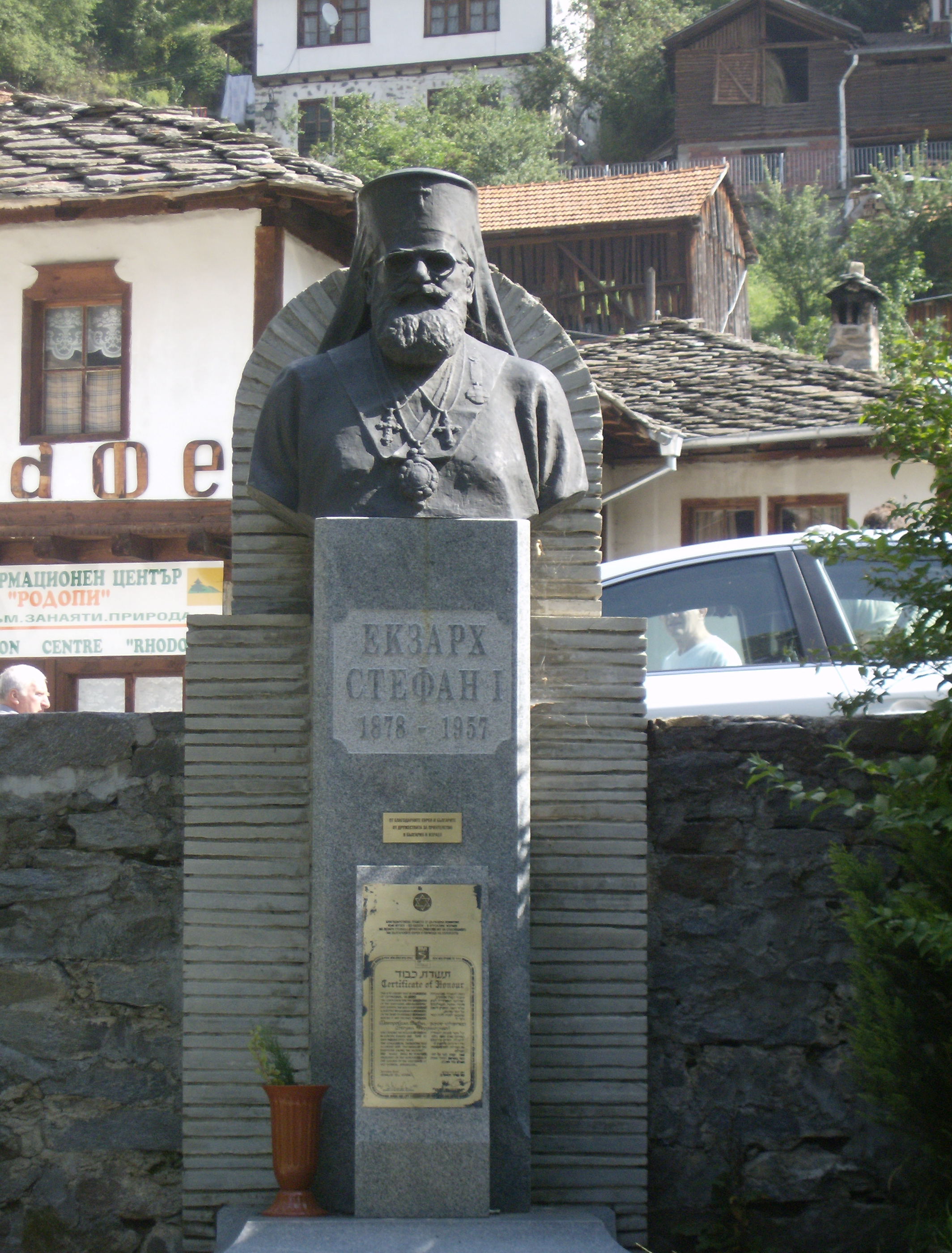
Buste de l’exarque Étienne Ier à Široka lăka

Finalement, 11 363 Juifs habitant les territoires occupés par les Bulgares en Thrace et Macédoine furent déportés. Une fois ce génocide terminé, le gouvernement de Bogdan Filov s'attaqua aux Juifs citoyens bulgares. Encore une fois, de nombreuses personnalités se mobilisèrent, suivies par une partie de la population, et le roi Boris dut céder.
En mai 1943, le gouvernement fit une deuxième tentative de déportation. La population s’y opposa une fois de plus et une grande manifestation fut organisée, rassemblant près de dix mille personnes devant le palais royal. Le roi Boris, en phase avec le sentiment populaire, assuma la non-déportation des Juifs, prétextant au Führer furieux, « le grand besoin de « ses » Juifs pour l’entretien des rues ». Les Juifs de Bulgarie échappèrent ainsi aux camps d'extermination nazis.
Le 30 août 1944, alors que l'Armée rouge du général Fiodor Tolboukhine entrait dans le pays, les journaux de Sofia annoncèrent que le gouvernement avait décidé d'abroger toute la législation antisémite.

### Après 1945

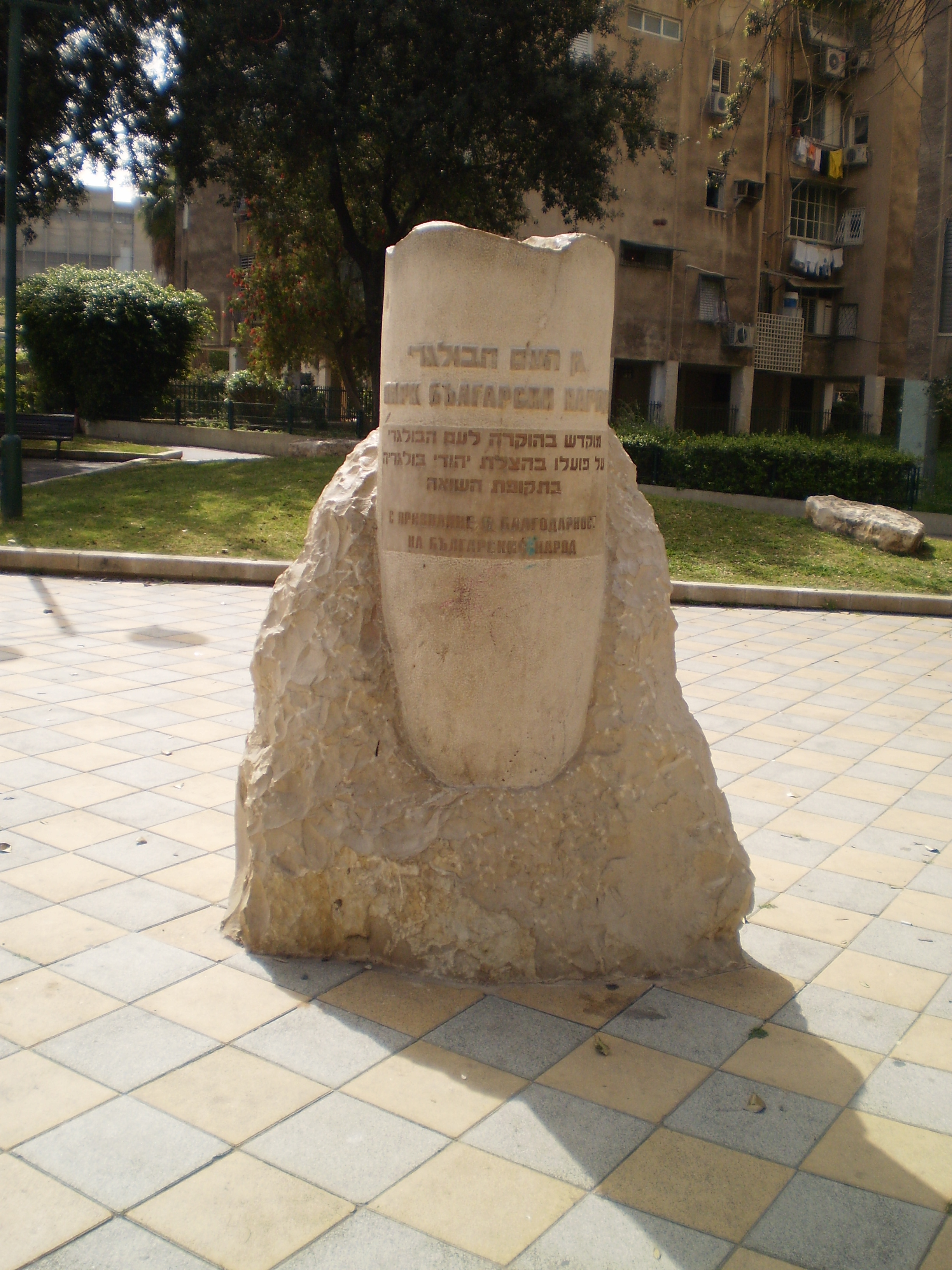
Monument en hommage aux Justes de Bulgarie à Jaffa, Israël

La plupart des Juifs bulgares survivants émigrent en Israël après 1948.
Aujourd'hui, seules deux synagogues sont encore en activité : celle de Sofia et celle de Plovdiv.
En août 2022, Yad Vashem avait reconnu 20 Bulgares comme Justes[réf. nécessaire].

## Historique de la population juive du pays
Informations extraites des recensements bulgares (avec exception pour l'année 2010:
| Année | Nombre | Variation |
| ----- | ------ | --------- |
| 1880  | 18 519 | -         |
| 1887  | 23 571 | +27,3 %   |
| 1892  | 27 531 | +16,8 %   |
| 1900  | 33 661 | +22,3 %   |
| 1905  | 37 663 | +11,9 %   |
| 1910  | 40 133 | +6,6 %    |
| 1920  | 43 209 | +7,7 %    |
| 1926  | 46 558 | +7,8 %    |
| 1934  | 48 565 | +4,3 %    |
| 1946  | 44 209 | −9,0 %    |
| 1956  | 6 027  | −86,4 %   |
| 1965  | 5 108  | −15,2 %   |
| 1992  | 3 461  | −32,2 %   |
| 2010  | 2 000  | −42,2%    |

| Année | % pop juive |
| ----- | ----------- |
| 1900  | 0,90 %      |
| 1905  | 0,93 %      |
| 1910  | 0,93 %      |
| 1920  | 0,89 %      |
| 1926  | 0,84 %      |
| 1934  | 0,80 %      |
| 1946  | 0,63 %      |
| 1956  | 0,08 %      |
| 1965  | 0,06 %      |
| 1992  | 0,04 %      |
| 2010  | 0,03 %      |

## Galerie

Anciennes synagogue en ruine
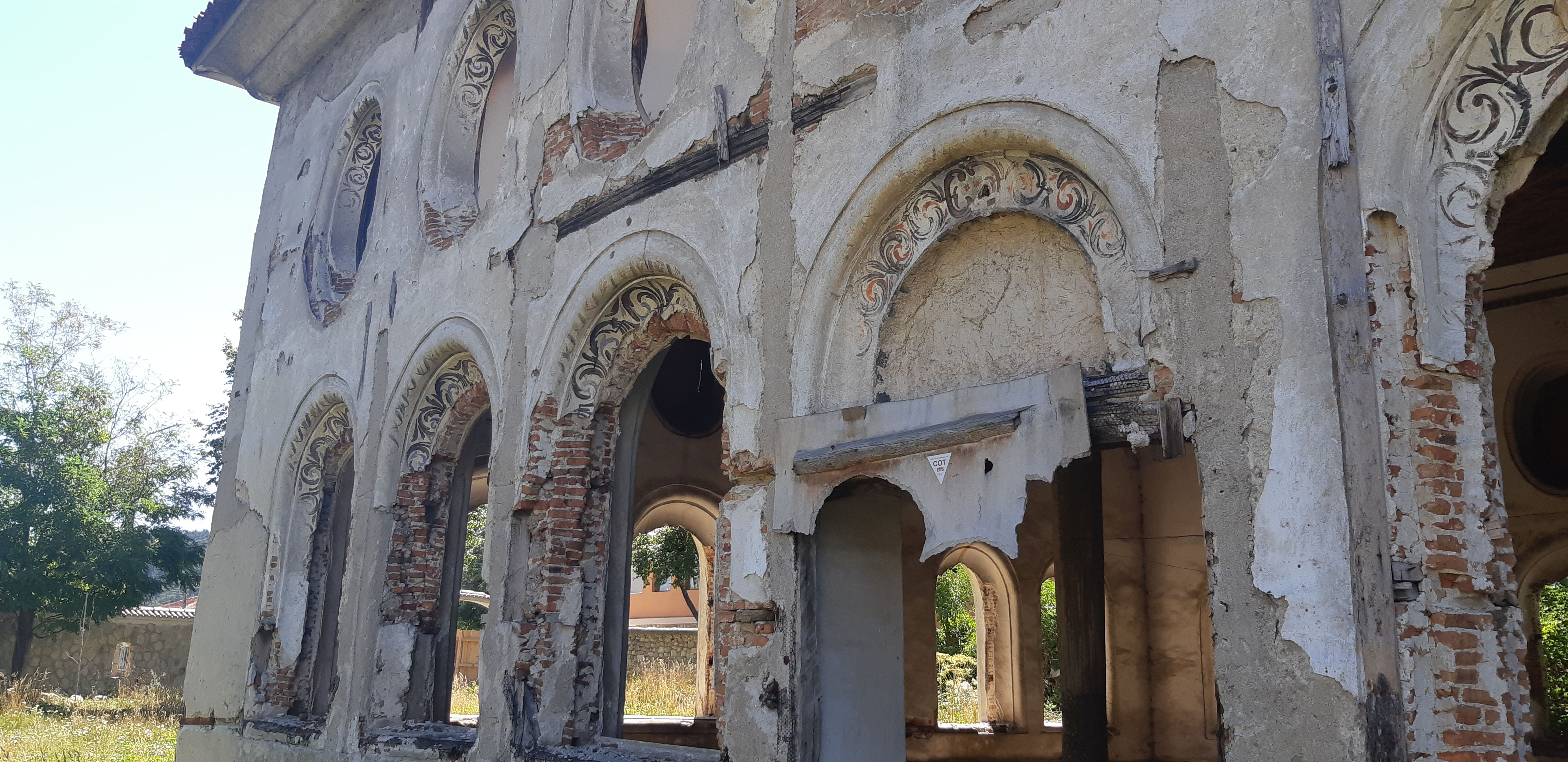
Extérieur de la synagogue de Samokov
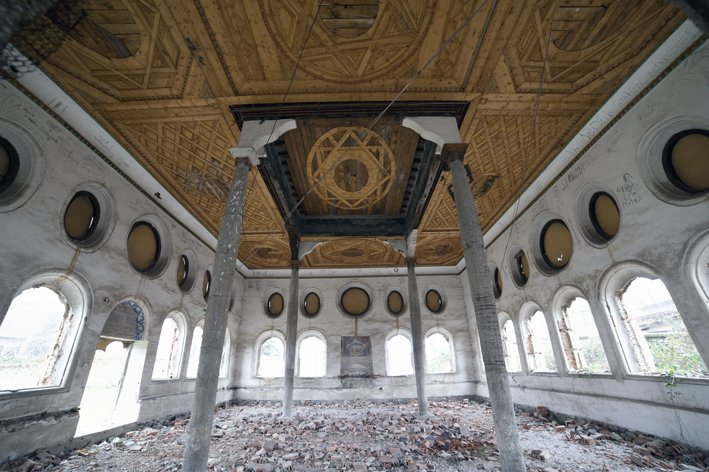
Intérieur de la synagogue de Samakov
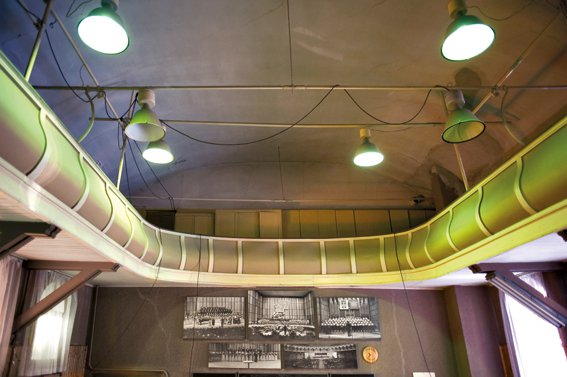
Intérieur de la synagogue de Dobritch
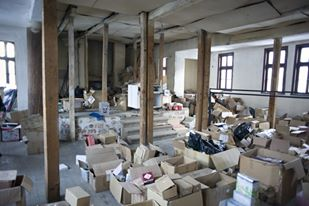
(de)Synagogue profanée de Gotsé Delchev
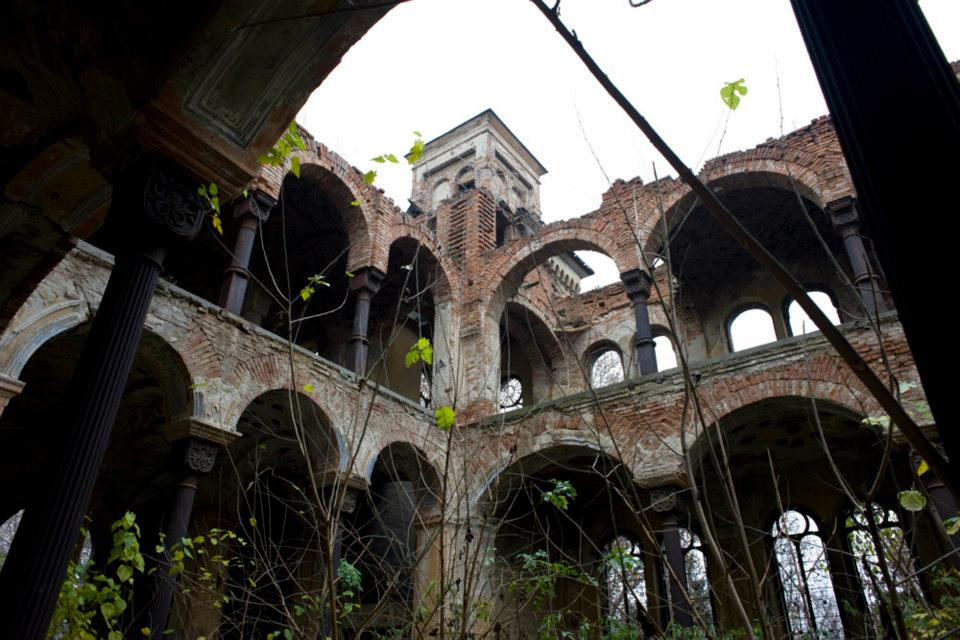
Synagogue de Vidin
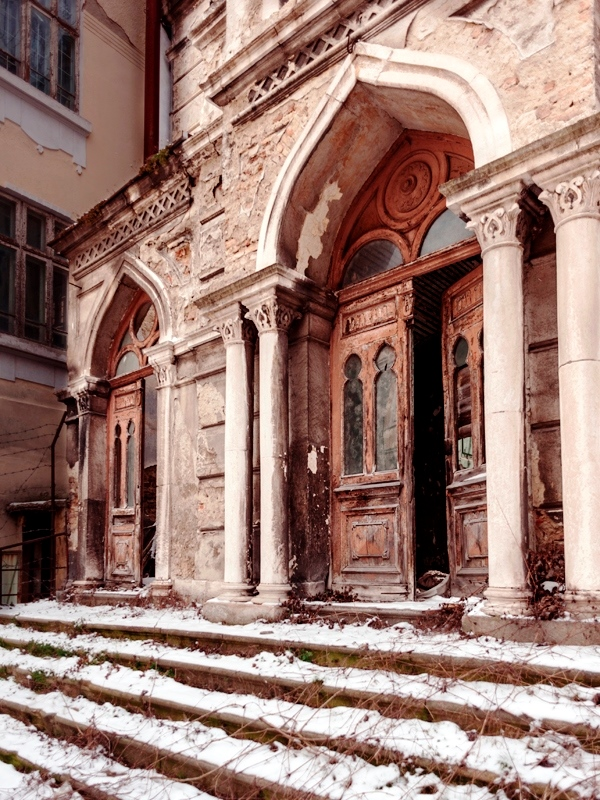
Synagogue sépharade de Varna